# General Electric CF34
El General Electric CF34 és un motor turboventilador per a aviació civil desenvolupat per GE Aircraft Engines a partir del motor militar TF34. L'utilitzen diversos avions de negocis i regionals, incloent-hi la sèrie Bombardier CRJ, els Embraer E-Jet i l'aeronau xinesa ARJ21. A data de 2012 n'hi havia més de 5.600 unitats en servei. Té una longevitat de 25.000 cicles.